# B2B2C
B2B2C designa una modalidad de comercio electrónico que agrupa el B2B (business to business) y el B2C ('business to consumer'). Se trata de una versión más sofisticada de lo que podría ser la simple superposición de los dos negocios. Con la misma plataforma online y la misma plataforma de distribución se trata de crear la cadena de valor completa desde que un producto o servicio se fabrica hasta que llega al consumidor final.
El B2B2C, también se emplea en algunos casos para definir a los mercados llamados "mercados diagonales" en Internet, plataformas en línea (online) que atienden tanto a transacciones comerciales entre negocios como entre negocios y consumidores finales. Por lo general estos mercados diagonales suelen ser proporcionados por fabricantes o mayoristas que proporcionan una diferenciación de precios y condiciones comerciales según se trate de una compra hacia un distribuidor o minorista (otra empresa) o un consumidor final o ciudadano.
- Datos: Q3631689